# Airplanes
"Airplanes" là một bài hát của rapper người Mỹ B.o.B hợp tác với nghệ sĩ thu âm người Mỹ Hayley Williams, đồng thời là giọng ca chính của ban nhạc người Mỹ Paramore, nằm trong album phòng thu đầu tay của anh, B.o.B Presents: The Adventures of Bobby Ray (2010). Nó được phát hành như là đĩa đơn thứ ba trích từ album vào ngày 13 tháng 4 năm 2010 bởi Grand Hustle Records, Rebel Rock Music, Atlantic Records và A&M/Octone. Bài hát được đồng viết lời bởi B.o.B, Jeremy "Kinetics" Dussolliet, Tim "One Love" Sommers, Christine Dominguez với những nhà sản xuất nó Alex da Kid và DJ Frank E. Ban đầu được sáng tác và thu âm bởi Lupe Fiasco nhưng đã không thể ra mắt, "Airplanes" là một bản alternative hip hop và rap rock mang nội dung đề cập đến lời tự sự và hồi tưởng của một người đàn ông đối với quá khứ, trong đó anh mong ước được trở lại khoảng thời gian đơn giản trước khi thành công, với hình tượng những chiếc máy bay như là phép ẩn dụ cho danh tiếng trong cuộc sống. Một bản phối lại cho bài hát mang tiêu đề "Airplanes, Part II" với sự tham gia góp giọng từ Eminem, đã được phát hành.
Sau khi phát hành, "Airplanes" nhận được những phản ứng tích cực từ các nhà phê bình âm nhạc, trong đó họ đánh giá cao giai điệu sâu lắng, nội dung mang tính chất tự sự và quá trình sản xuất nó. Ngoài ra, bài hát còn gặt hái nhiều giải thưởng và đề cử tại những lễ trao giải lớn, bao gồm đề cử tại giải thưởng âm nhạc Billboard năm 2011 cho Top Bài hát Rap và một đề cử giải Grammy ở hạng mục Hợp tác giọng pop xuất sắc nhất (cho "Airplanes, Part II") tại lễ trao giải thường niên lần thứ 53. "Airplanes" cũng tiếp nhận những thành công vượt trội về mặt thương mại, đứng đầu các bảng xếp hạng ở New Zealand và Vương quốc Anh, đồng thời lọt vào top 10 ở hầu hết những quốc gia bài hát xuất hiện, bao gồm vươn đến top 5 ở những thị trường lớn như Úc, Áo, Canada, Đan Mạch, Ireland và Thụy Sĩ. Tại Hoa Kỳ, nó đạt vị trí thứ hai trên bảng xếp hạng Billboard Hot 100, trở thành đĩa đơn thứ hai của B.o.B và đầu tiên của Williams vươn đến top 5 tại đây. Tính đến nay, "Airplanes" đã bán được hơn 8 triệu bản trên toàn cầu, trở thành một trong những đĩa đơn bán chạy nhất mọi thời đại.
Video ca nhạc cho "Airplanes" được đạo diễn bởi Hiro Murai, trong đó bao gồm những cảnh B.o.B xuất hiện và rap ở nhiều bối cảnh khác nhau, như trong một bữa tiệc, trên sân khấu và trong một căn phòng, trong khi Williams đi chân trần và hát trong một căn phòng đầy ánh sáng với những bức ảnh ở xung quanh. Nó đã nhận được những lượt yêu cầu phát sóng liên tục trên những kênh truyền hình âm nhạc, như MTV, VH1 và BET, đồng thời gặt hái bốn đề cử tại giải Video âm nhạc của MTV năm 2010 cho Video của năm, Video xuất sắc nhất của nam ca sĩ, Video Hip-Hop xuất sắc nhất và Hợp tác xuất sắc nhất. Để quảng bá bài hát, nam rapper đã trình diễn "Airplanes" (với Williams hoặc Eminem) trên nhiều chương trình truyền hình và lễ trao giải lớn, bao gồm giải Video âm nhạc của MTV năm 2010, giải Âm nhạc châu Âu của MTV năm 2010 và giải BET năm 2010, cũng như trong nhiều chuyến lưu diễn của anh. Kể từ khi phát hành, nó đã được hát lại và sử dụng làm nhạc mẫu bởi nhiều nghệ sĩ, như Avril Lavigne, Rihanna, Nicki Minaj, Keyshia Cole, The Ready Set, Royce da 5'9", MKTO, Boyce Avenue và Tyler Ward.

## Danh sách bài hát
- Tải kĩ thuật số

1. "Airplanes" (hợp tác với Hayley Williams) - 3:01

- Tải kĩ thuật số - Airplanes, Part II

1. "Airplanes, Part II" (hợp tác với Eminem và Hayley Williams) - 5:19

- Tải kĩ thuật số - Đĩa đơn cao cấp[1]

1. "Airplanes" (hợp tác với Hayley Williams) - 3:01
2. "Airplanes" (DJ Frank E! phối lại) (hợp tác với Hayley Williams) - 5:52
3. "Airplanes" (video ca nhạc) (hợp tác với Hayley Williams) - 3:02

- Đĩa CD[2]

1. "Airplanes" (hợp tác với Hayley Williams) - 3:01
2. "Created A Monster" - 3:25

## Xếp hạng
| Bảng xếp hạng (2010-11)                  | Vị trí cao nhất |
| ---------------------------------------- | --------------- |
| Úc (ARIA)                                | 2               |
| Áo (Ö3 Austria Top 40)                   | 2               |
| Bỉ (Ultratop 50 Flanders)                | 9               |
| Bỉ (Ultratop 50 Wallonia)                | 12              |
| Canada (Canadian Hot 100)                | 2               |
| Cộng hòa Séc (Rádio Top 100)             | 9               |
| Đan Mạch (Tracklisten)                   | 5               |
| Châu Âu (European Hot 100 Singles)       | 2               |
| Phần Lan (Suomen virallinen lista)       | 7               |
| Pháp (SNEP)                              | 89              |
| Đức (Official German Charts)             | 8               |
| Hungary (Rádiós Top 40)                  | 2               |
| Ireland (IRMA)                           | 2               |
| Israel (Media Forest)                    | 1               |
| Ý (FIMI)                                 | 10              |
| Hà Lan (Dutch Top 40)                    | 4               |
| Hà Lan (Single Top 100)                  | 12              |
| New Zealand (Recorded Music NZ)          | 1               |
| Na Uy (VG-lista)                         | 6               |
| Scotland (OCC)                           | 1               |
| Slovakia (Rádio Top 100)                 | 15              |
| Hàn Quốc (Gaon International Singles)    | 2               |
| Thụy Điển (Sverigetopplistan)            | 10              |
| Thụy Sĩ (Schweizer Hitparade)            | 5               |
| Anh Quốc (OCC)                           | 1               |
| Hoa Kỳ Billboard Hot 100                 | 2               |
| Hoa Kỳ Adult Pop Airplay (Billboard)     | 26              |
| Hoa Kỳ Hot R&B/Hip-Hop Songs (Billboard) | 65              |
| Hoa Kỳ Pop Airplay (Billboard)           | 2               |
| Hoa Kỳ Hot Rap Songs (Billboard)         | 2               |
| Hoa Kỳ Rhythmic (Billboard)              | 2               |

| Bảng xếp hạng (2010)                     | Vị trí |
| ---------------------------------------- | ------ |
| Australia (ARIA)                         | 11     |
| Austria (Ö3 Austria Top 40)              | 35     |
| Belgium (Ultratop 50 Flanders)           | 51     |
| Belgium (Ultratop 40 Wallonia)           | 91     |
| Canada (Canadian Hot 100)                | 8      |
| Denmark (Tracklisten)                    | 33     |
| Europe (European Hot 100 Singles)        | 37     |
| Germany (Official German Charts)         | 57     |
| Hungary (Rádiós Top 40)                  | 31     |
| Ireland (IRMA)                           | 13     |
| Italy (FIMI)                             | 47     |
| Netherlands (Dutch Top 40)               | 24     |
| Netherlands (Single Top 100)             | 50     |
| New Zealand (Recorded Music NZ)          | 5      |
| South Korea (Gaon International Singles) | 30     |
| Sweden (Sverigetopplistan)               | 22     |
| Switzerland (Schweizer Hitparade)        | 23     |
| UK Singles (Official Charts Company)     | 7      |
| US Billboard Hot 100                     | 6      |
| US Pop Songs (Billboard)                 | 2      |
| US Rap Songs (Billboard)                 | 11     |
| US Rhythmic (Billboard)                  | 5      |
| Bảng xếp hạng (2011)                     | Vị trí |
| Hungary (Rádiós Top 40)                  | 2      |

| Bảng xếp hạng        | Vị trí |
| -------------------- | ------ |
| US Billboard Hot 100 | 536    |

## Chứng nhận
| Quốc gia | Chứng nhận  | Số đơn vị/doanh số chứng nhận |
| --- | ----------- | ----------------------------- |
| Úc (ARIA) | 4× Bạch kim | 280.000^                      |
| Áo (IFPI Áo) | Vàng        | 15.000*                       |
| Canada (Music Canada) | 3× Bạch kim | 30.000^                       |
| Đan Mạch (IFPI Đan Mạch) | Vàng        | 15.000^                       |
| Đức (BVMI) | Vàng        | 250.000^                      |
| Ý (FIMI) | Vàng        | 15.000*                       |
| New Zealand (RMNZ) | Bạch kim    | 15.000*                       |
| Hàn Quốc (Gaon Chart) | —           | 370,259                       |
| Anh Quốc (BPI) | Bạch kim    | 766,000                       |
| Hoa Kỳ (RIAA) | 6× Bạch kim | 6.000.000‡                    |
| * Chứng nhận dựa theo doanh số tiêu thụ. ^ Chứng nhận dựa theo doanh số nhập hàng. ‡ Chứng nhận dựa theo doanh số tiêu thụ và phát trực tuyến. |             |                               |